# Heart Vacancy
Heart Vacancy è un brano musicale pop della boy band britannica The Wanted, scritto da Mich Hansen, Jonas Jeberg, Lucas Secon e Wayne Hector. Il brano è stato pubblicato come secondo singolo estratto dall'album The Wanted il 17 ottobre 2010 dalla Geffen Records.

## Tracce
Download digitale
1. Heart Vacancy – 3:42
2. Heart Vacancy (Tonka's Daddycated Radio Edit) – 3:15
3. Heart Vacancy (Tonka's Daddycated Remix) – 5:51
4. Heart Vacancy (DJs from Mars Remix) – 6:15

CD singolo
1. Heart Vacancy – 3:42
2. Kickstarts (Elliot Gleave, Nicholas Douwma)

## Classifiche
| Classifica (2010) | Posizione più alta |
| ----------------- | ------------------ |
| Europa            | 13                 |
| Irlanda           | 18                 |
| Scozia            | 4                  |
| Regno Unito       | 2                  |